# برونيسلاف كامينسكي
برونيسلاف فلاديسلافوفيتش كامينسكي ((الروسية: Бронисла́в Владисла́вович Ками́нский) 16 يونيو 1899 - 28 أغسطس 1944) كان متعاونًا روسيًا مناهضًا للشيوعية  وقائد لواء شتورم إس إس رونا (المعروف أيضًا باسم لواء كامينسكي وفي وقت سابق باسم جيش التحرير الوطني الروسي - Russkaya Osvoboditelnaya Narodnaya Armiya ، RONA)، ومكافحة البارتيزان تشكيل مكون من الناس من ما يسمى Lokot الحكم الذاتي الأراضي في ألمانيا النازية تحتل مناطق روسيا، التي تأسست في وقت لاحق في فافن إس إس باسم لواء شتورم إس إس رونا. تعطي المنشورات القديمة عن طريق الخطأ اسمه الأول باسم Mieczyslaw.

## الولادة والحياة المبكرة
ولد في محافظة فيتيبسك، في الإمبراطورية الروسية، الآن في منطقة بولوتسك، روسيا البيضاء. كان والده من عائلة بولندية وبيلاروسية مختلطة وكانت والدته ألمانية عرقية (أطلق عليهم لاحقًا فولكس دويتشه في ألمانيا النازية). وفقا للمؤلف البولندي يانوش مارسزاليك، اعتبر كامينسكي نفسه روسيًا. درس في جامعة سانت بطرسبرغ للفنون التطبيقية ثم خدم في الجيش الأحمر خلال الحرب الأهلية الروسية. بعد التسريح عاد إلى المعهد، وبعد التخرج عمل في مصنع كيميائي. في عام 1935، تم طرده من الحزب الشيوعي السوفيتي، وفي عام 1937 تم القبض عليه أثناء عملية التطهير العظمى لانتقاده سياسة ستالين في تجميع المزارع، وكذلك العمل مع الألمان والبولنديين. وقد اتهم «بالانتماء إلى جماعة معادية للثورة». في عام 1941، تم إطلاق سراحه من السجن واستقر في بريانسك، حيث حصل على منصب مهندس في التقطير المحلي.

## زعيم جمهورية لوكوت
وفقًا للتقديرات السوفيتية بعد الحرب، قُتل ما يصل إلى 10000 مدني خلال وجود تشكيل كامينسكي في لوكوت.

## في بيلاروس

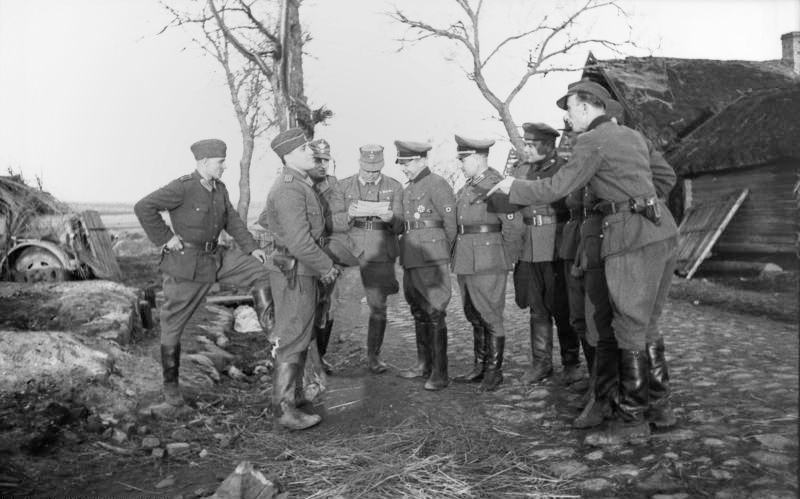
العملية الألمانية ضد البارتيزان السوفيت في مارس 1944

بعد فشل عملية سيتاديل الألمانية، أجبرت الهجمات المضادة السوفيتية اللواء على التراجع. في 29 يوليو 1943، أصدر كامينسكي أوامر بإخلاء ممتلكات وعائلات لواء رونا وسلطات لوكوت. تم نقل ما يصل إلى 30 ألف شخص (10-11 ألف منهم من أعضاء اللواء) من قبل الألمان إلى منطقة ليبل في فيتيبسك في بيلاروسيا بحلول نهاية أغسطس 1943. واستقر اللواء مع المدنيين «الذين تم إجلاؤهم» أخيرًا في منطقة ليبل في فيتيبسك. كان لهذه المنطقة أنصار نشطون، وشارك اللواء في قتال عنيف لبقية العام.

## الموت
استخدم هاينريش هيملر سوء سلوك مجموعة وارسو كذريعة لإعدام كامينسكي وقيادته بعد محاكمته أمام محكمة عسكرية في ليتسمانشتات (لودز). حوكموا بتهمة سرقة ممتلكات الرايخ، حيث كان من المقرر تسليم الممتلكات المسروقة إلى هيملر، لكن كامينسكي ورجاله حاولوا الاحتفاظ بها لأنفسهم. كما أعدم مع كامينسكي رئيس أركان اللواء Waffen-Obersturmbannführer Ilya Shavykin.

## الجوائز والأوسمة
- الصليب الحديدي لعام 1939
  - الدرجة الأولى (27 يناير 1944)
  - الدرجة الثانية (27 يناير 1944)
- ميدالية الجبهة الشرقية
- شارة حرب العصابات المناهضة للحزب (31 يوليو 1944)
- وسام أوستفولك من الدرجة الأولى والثانية (1944)
- شارة الجرح باللون الأسود